# Birgit Klaus
Birgit Klaus (* 17. November 1964 in Baden-Baden) ist eine deutsche Journalistin, Rundfunk- und Fernsehmoderatorin sowie Autorin. Einer breiteren Öffentlichkeit wurde sie vor allem durch das Magazin Planet Wissen bekannt, das vom SWR Fernsehen, von BR-alpha und dem WDR Fernsehen werktäglich ausgestrahlt wird.

## Leben
Ihre ersten Lebensjahre verbrachte Birgit Klaus in Baden-Baden. 1971 zogen ihre Eltern mit ihr nach Brasilien, wo sie die nächsten sechs Jahre ihrer Kindheit verbrachte. Nach dem Abitur 1984 studierte sie zunächst Psychologie, Politik und Germanistik an der LMU München. Nach einer Hospitanz beim Bayerischen Rundfunk bekam die Dreiundzwanzigjährige in der Sendung Live aus dem Schlachthof Gelegenheit zu einer ersten Moderation. Anschließend widmete sich Klaus ihrer Sprecherziehung; es folgten u. a. Volontariate beim Hörfunk.
Neben ihrer Tätigkeit als Redakteurin und Moderatorin der Hörfunkprogramme SWF3 und später SWR1 wurde Klaus einer breiteren Öffentlichkeit vor allem durch das werktäglich ausgestrahlte Fernsehmagazin Planet Wissen bekannt, das sie seit 2002 (mit Dennis Wilms) moderiert.
Bis 2010 moderierte sie im SWR Fernsehen sonntags die Sendung Dreiland aktuell mit Nachrichten aus dem Dreiländereck Elsass, Schweiz und Baden-Württemberg. Im Herbst 2010 moderierte sie das offizielle, vom ZDF übertragene Programm zum 20. Tag der Deutschen Einheit vor dem Reichstagsgebäude in Berlin. Seit 2020 moderiert sie das 3sat-Ländermagazin für Baden-Württemberg und Rheinland-Pfalz.
Im Juni 2011 erschien ihr erstes Buch Tier zuliebe. Vegetarisch – eine Kostprobe im Diederichs Verlag.
Birgit Klaus hat einen volljährigen Sohn.